# Иванова (Иркутская область)
Иванова — деревня в Аларском районе Иркутской области. Входит в муниципальное образование «Забитуй».

## География
Расположена в 4 км к юго-западу от районного центра — посёлка Кутулик.
Состоит из 3-х улиц: Белорусской, Озёрной и Строительной.

## Население
| 2002 | 2010 | 2011 | 2012 |
| ---- | ---- | ---- | ---- |
| 174  | ↘141 | →141 | ↗142 |